# William's crump
William's Crump är en äpplesort uppdragen i England av William Crump. Äpplesorten är känd sedan 1908. Äppelsorten är en korsning mellan Cox Orange och Worcester parmän.
Äpplet har ett typiskt mått på 57mm i höjd, 70mm i bredd och stjälken är 20mm i höjd. Äpplet har en gulgrön grundfärg och en mörkröd täckfärg på över 50% av äpplet. I äpplet förekommer gulbruna skalpunketer, ingen rost förekommer. Äpplet blommar samtidigt som James Grieve och Katja. Den har ett ovalt slutet kärnhus och plockas i Sverige i slutet av oktober. Äpplet är främst ett ätäpple. Den har funnits i svensk yrkesodling med över 1000 träd.